# Agencja Wywiadu
L'Agencja Wywiadu (AW) (in italiano: "Agenzia di informazioni") è uno dei servizi segreti della Polonia, specializzato nella raccolta di informazioni estere, pubbliche o segrete, da utilizzare per garantire la sicurezza dello Stato. Nacque nel 2002 dopo la suddivisione dell'Urząd Ochrony Państwa (ufficio per la protezione dello Stato) nell'Agencja Bezpieczeństwa Wewnętrznego (Agenzia di sicurezza interna) e, appunto nell'Agencja Wywiadu.